# Inspekcja Cen
Inspekcja Cen – jednostka organizacyjna Ministra do Spraw Cen istniejąca w latach 1982–1985, powołana w celu zapewnienia ochrony interesów ludności oraz przeciwdziałaniu ujemnym zjawiskom, występującym w dziedzinie ustalania i stosowania cen.

## Powołanie Inspekcji
Na podstawie uchwały Rady Ministrów z 1982 r. w sprawie powołania Inspekcji Cen ustanowiono Inspekcję. Powołanie Inspekcji miało związek z ustawą z 1982 r. o utworzeniu urzędu Ministra do Spraw Cen.

## Zadania Inspekcji
Do zadań Inspekcji Cen należało:
- kontrola prawidłowości sporządzania kalkulacji cen urzędowych i regulowanych, w szczególności kosztów, zysku, podatku obrotowego, dotacji przedmiotowych i marż handlowych,
- kontrola przestrzegania zasad ustalania cen regulowanych,
- kontrola poziomu cen umownych i wolnych oraz kosztów i rentowności wyrobów i usług, na które są ustalane te ceny,
- sprawdzanie stosowania cen oraz ich uwidaczniania w jednostkach handlowych i usługowych,
- sporządzanie okresowych ocen stanu dyscypliny ustalania cen przez sprzedawców wyrobów i usług.

Inspektorzy Inspekcji Cen przeprowadzali kontrolę cen u producentów i sprzedawców uspołecznionych i nieuspołecznionych, z wyjątkiem jednostek organizacyjnych, podległych Ministrowi Obrony Narodowej i Ministrowi Spraw Wewnętrznych. Inspektorzy Inspekcji Cen mieli prawo żądać od jednostek kontrolowanych przedstawienia danych obrazujących kształtowanie się cen, kosztów i rentowności (w zakresie nie wynikającym ze sprawozdań statystycznych), jak też sporządzenia kalkulacji kosztów wybranych wyrobów lub usług.
Inspekcja Cen współdziała z Państwową Inspekcja Handlową w zakresie kontroli stosowania cen w handlu, usługach i gastronomii oraz z Polskim Komitetem Normalizacji, Miar i Jakości w zakresie kontroli jakości wyrobów.
Jednostki organizacyjne, do których zakresu działania należały sprawy kontroli poziomu jakości towarów i usług, byli obowiązane na zlecenie Inspekcji Cen dokonywać ekspertyz i wydawać opinie lub orzeczenia o poziomie jakości badanych towarów lub usług, jeżeli było  to konieczne do stwierdzenia, czy ceny są ustalane i stosowane w sposób prawidłowy.

## Uprawnienia Inspektorów
Inspektorzy Inspekcji Cen byli uprawnieni do:
- wstępu do pomieszczeń i obiektów jednostki kontrolowanej,
- wglądu do dokumentów i dowodów oraz żądania wyjaśnień ustnych lub pisemnych,
- zabezpieczania niezbędnych dokumentów i dowodów.

Do przeprowadzenia kontroli spraw i dokumentów zakwalifikowanych jako tajne konieczne było oddzielne upoważnienie.
Inspekcja Cen stosowała sankcje finansowe w postaci nałożenia obowiązku odprowadzenia do budżetu państwa kwoty w wysokości 150% osiągniętego w ten sposób zysku nieprawidłowego. Kwotę podlegały odprowadzeniu do budżetu zmniejszano odpowiednio w razie zwrócenia nadpłaty poszkodowanym.
W razie stwierdzenia nieprawidłowości Główny Inspektor Cen lub okręgowi inspektorzy cen wydali decyzje oraz zalecenia pokontrolne kierownikom jednostek kontrolowanych, dotyczące stosowania prawidłowych cen oraz podjęcia innych działań zapewniających eliminowanie stwierdzonych nieprawidłowości.

## Kierowanie Inspekcją
Inspekcją Cen kierował Główny Inspektor Cen, a okręgowymi inspekcjami cen w okręgowych urzędach cen – okręgowi inspektorzy cen.
Główny Inspektor Cen kierował Inspekcją Cen przy pomocy zastępców. Głównego Inspektora Cen i jego zastępców oraz okręgowych inspektorów cen powoływał i odwoływał Minister do Spraw Cen.
W skład Inspekcji Cen w Urzędzie Cen wchodziły wydziały. Główny Inspektor Cen mógł dla wykonania doraźnych zadań tworzyć zespoły robocze, złożone z pracowników różnych wydziałów.

## Zniesienie Inspekcji
Na podstawie rozporządzenia  z 1985 r. zmieniające rozporządzenie w sprawie szczegółowego zakresu działania Ministra Finansów oraz uprawnień Ministra Finansów i podległych mu organów w zakresie kontroli finansowej zlikwidowano Inspekcję.